# Adelbert von Löwenstern
Baron Adelbert von Löwenstern, vollständig Baron Georg Christian Adelbert v. Löwenstern a. d. Hs. Rösthof (* 23. März 1817 in Jendel; † 8. März 1879 in Carlsburg) war ein Königlich Dänischer Kammerherr und königlich preußischer Auditeur der Armee.

## Herkunft und Familie
Adelbert entstammte dem Adelsgeschlecht der Barone v. Löwenstern a. d. Hs. Rösthof und war eines von fünf Kindern des Baron Georg Heinrich v. Löwenstern a. d. Hs. Rösthof und Adelaide Laura Tugendreich (* 30. November 1796 in Kopenhagen als Gräfin v. Schimmelmann a.d. Hs. Lindenbourg; † 1876). Seine Onkel waren Baron Woldemar Hermann v. Löwenstern und Baron Johann Peter Eduard v. Löwenstern.
Adelbert hatte drei Schwestern: Georgine (1819–1893), Laurette (1821–1851) und Adelaide (1823–1849) sowie den Bruder Baron Friedrich Sebastian v. Löwenstern (1829–1910), der sich später mit seiner Familie in Oberalm ansiedelte und die Freiherr von Löwenstern’schen Maarmor-Fabriken, heute Marmorindustrie Kiefer, gründete.
Einer seiner späteren Enkelsöhne war der Generalmajor der Luftwaffe im Zweiten Weltkrieg Baron Elard v. Löwenstern. Ur-Ur-enkel ist der Hamburger Unternehmer, Gutsbesitzer, Kapitän zur See d. R. der Deutschen Marine Ludolf Baron v. Löwenstern.

## Biografie
Adelbert v. Löwenstern kam 1817 auf dem elterlichen Gut Jendel (heute Jäneda, Estland) als Sohn der äußerst wohlhabenden Familie v. Löwenstern zur Welt. Schon im gleichen Jahr verließen seine Eltern das Baltikum und gingen nach Dresden zu deren Schwiegereltern. Das Gut wurde an die Familie v. Benckendorff verkauft.
Nach Erhalt der dänischen Staatsbürgerschaft (1832) wohnte die Familie in Dänemark zunächst im Schimmelmannschen Herrenhaus Hellebæk bei Helsingör auf Seeland und in der Löwensternschen Villa Seelust bei Klampenborg nahe Kopenhagen. 1827 trat dort Adelberts Vater mit Zustimmung des Zaren in dänische Dienste.
Im Jahre 1827 wurde Vater Georg Kaiserlich Russischer Garde-Oberst d. R., auch Dänischer Generalmajor d. R., Außerordentlicher Dänischer Gesandter und bevollmächtigter Minister von König Frederik VI von Dänemark
und Herzog von Schleswig-Holstein in Rio de Janeiro und erhielt als Gesandter in Brasilien den Auftrag mit dem Kaiser Don Pedro I. einen Handelsvertrag abzuschließen. Gemeinsam mit dem 10-jährigen Adelbert und den zu dem Zeitpunkt drei weiteren Kindern segelten die Eltern 1827 nach Rio de Janeiro. 1829 traf die Familie wieder in Dänemark ein und zogen zunächst zum Schwiegervater in dessen Schloss Wandsbek. 
Danach kam Adelbert zunächst auf die Metrologiten-Schule in Kopenhagen. Da er hier wenig Fortschritte machte, gab ihn sein Vater am 23. April 1832 auf die Dom-Schule in Ratzeburg. Hier blieb Adelbert bis zum Jahre 1835 und begann anschließend sein Universitäts-Studium Studium der Rechtsgelehrsamkeit, zunächst in Berlin, dann 1836 in Kiel und 1839 in Leipzig. Im Jahre 1842 schloss er sein Studium in Kiel mit Auszeichnung ab. Bis 1847 war Adelbert dann als Eisenbahn-Commissär in Plön tätig.
Danach wurde Adelbert Königlich Dänischer Kammerherr und Königlich preußischer Auditeur (Militär-Richter). Als ältester Sohn wurde er gleichzeitig Mitbesitzer des Gräflich Schimmelmann’schen Fideikommisses sowie Mitbesitzer des Baron v. Löwenstern`schen Fideikommisses. 
Am 25. April 1848 heiratete er in der St.-Nicolai-Kirche zu Flensburg Rosamunde Francke. Die Familie lebte ab 1850 auf Gut Buckhagen in der Provinz Schleswig-Holstein. Hier wurden auch (bis auf die älteste Tochter Adeline) alle acht Kinder geboren:
- Adeline Clara Henriette Baronin v. Löwenstern (1848–1932)
- Ernst Hermann Georg Baron v. Löwenstern (1850–1894)
- Ernst Heinrich Karl Baron v. Löwenstern (1851–1870)
- Georg Friedrich Baron v. Löwenstern (1853–1941)
- Luise Sieglinde Baronin v. Löwenstern (1855–1901)
- Anna Baronin v. Löwenstern (1858–1877)
- Adelaide Baronin v. Löwenstern (1859–1900)
- Sergei Baron v. Löwenstern (1860–1889)

Kurz vor seinem 62. Geburtstag starb Adelbert am 8. März 1879 in Carlsburg an der Schlei.

## Tätigkeit als Maler
Adelbert v. Löwenstern erwarb sich auch ein Renommee als norddeutscher Landschaftsmaler. Vielen Bilder entstanden während seiner Aufenthalte in Bordesholm, wo seine Mutter bis zu ihrem Tod 1876 lebte. Ebenfalls hier ansässig war seine Schwester Georgine, die mit dem hiesigen Amtmann Christian Andreas Julius Reventlow verheiratet war und bis zu ihrem Tod 1893 als Witwe dort lebte.
Die meisten seiner Aquarelle und Zeichnungen befinden sich im Familien-Archiv von Ludolf Baron v. Löwenstern (Ur-Ur-Enkel) und in der Schleswig-Holsteinische Landesbibliothek, Kiel.